# Gorri le diable
Gorri le diable est un feuilleton télévisé français en treize épisodes de vingt-neuf minutes, créé et réalisé par Jacques Celhay, Rodolphe-Maurice Arlaud et Jean Faurez et diffusé du 3 août au 26 octobre 1968 sur la première chaîne de l'ORTF.
Au Québec, la série a été diffusée à partir du 2 juin 1971 à la Télévision de Radio-Canada.

## Synopsis
Au début du XIXe siècle, la petite ville de Saint-Jean-Pied-de-Port est un foyer important de contrebande entre la France et l'Espagne.
Gorri, qui signifie rouge en basque, en a fait son activité principale. Malheureusement, les douaniers ont décidé de porter un coup d'arrêt à ces agissements en arrêtant et punissant de cinq ans d'emprisonnement tout contrebandier pris en flagrant délit.
Au cours d'une opération conjointe entre gendarmes et douaniers, un homme est tué et Gorri accusé à tort de son meurtre. Il n'a donc plus d'autre choix que de fuir en Espagne…

## Distribution
- Robert Etcheverry : Gorri
- Danièle Évenou : Maïder
- Yves Matthieu : le curé
- Pierre Collet : capitaine Guibert
- Michel Dupleix : Mayollet
- Élisabeth Wiener : Laurence
- Arlette Merry : Maria
- Antonio Ramirez : Berrecotchéa
- Frédéric Santaya : Manech
- Pierjac : Le sous-brigadier Courtade

## Fiche technique
- Réalisateurs : Jean Goumain et Pierre Neurrisse
- Roman et scénario : Jacques Celhay
- Scénariste : Rodolphe-Maurice Arlaud
- Adaptation et dialogues : Jean Faurez
- Création des costumes : Paulette Avare
- Maquillage : Pierre Neant
- Image : Jean Quilici
- Musique : Charles Dumont (bande originale publiée sur 45 tours Philips B 370.490 F, 1968[1])
- Divers : Michel Bar

## Épisodes
1. L'Évêque contrebandier
2. Bohémiens
3. Guet-apens du moine
4. Gorri hors la loi
5. Le Mariage de Gorri
6. L'Attaque du fourgon
7. Règlement de comptes
8. Miracle au fronton
9. Attaque de brigands
10. Laurence aux cheveux d'or
11. Bataille de dames
12. Aveux
13. Le Triomphe de Gorri